# Seznam mest v Burkina Fasu
Seznam mest v  Burkina Fasu.
- Banfora
- Batié
- Bobo Dioulasso
- Bogandé
- Boromo
- Boulsa
- Boussé
- Dano
- Dédougou
- Diapaga
- Diébougou
- Djibo
- Dori
- Fada N'gourma
- Gaoua
- Garango
- Gayéri
- Gorom-Gorom
- Gourcy
- Houndé
- Kaya
- Kokologo
- Kombissiri
- Kongoussi
- Kordié
- Koudougou
- Kouka
- Koupéla
- Léo
- Loropeni
- Manga
- Méguet
- Mogtedo
- Nouna
- Orodara
- Ouagadougou
- Ouahigouya
- Ouargaye
- Pama
- Pissila
- Pô
- Pouytenga
- Réo
- Sapouy
- Sebba
- Sindou
- Solenzo
- Tangin Dassouri
- Tenkodogo
- Titao
- Toma
- Tougan
- Yako
- Ziniaré
- Zorgo

## 10 največjih mest
1. Ouagadougou - 1.119.775
2. Bobo Dioulasso - 366.383
3. Koudougou - 89.374
4. Ouahigouya - 62.325
5. Banfora - 61.762
6. Pouytenga - 56.415
7. Dédougou - 46.838
8. Pissila - 41.538
9. Kaya - 40.042
10. Réo - 39.973

- »Ocene prebivalstva za leto 2006«. Arhivirano iz prvotnega spletišča dne 8. decembra 2012. Pridobljeno 29. marca 2007.